# Layers of Lies
Layers of Lies är ett musikalbum av Darkane. Det släpptes 2005.

## Låtlista
1. Amnesia of The Wildoerian Apocalypse
2. Secondary Effects
3. Organic Canvas
4. Fading Dimensions
5. Layers of Lies
6. Godforsaken Universe
7. Klaustrophobic Hibernation
8. Vision of Degradation
9. Contaminated
10. Maelstrom Crisis
11. Decadent Messiah
12. The Creation Insane